# You (chanson de Vasil Garvanliev)
Pour les articles homonymes, voir You.
Chansons représentant la Macédoine du Nord au Concours Eurovision de la chanson
Proud
(2019) Here I Stand
(2021)
You est une chanson du chanteur macédonien Vasil, sortie le 8 mars 2020 en téléchargement numérique. La chanson aurait dû représenter la Macédoine du Nord au Concours Eurovision de la chanson 2020, à Rotterdam, aux Pays-Bas.

## À l'Eurovision
Le 8 mars 2020, la chanson You de Vasil est présentée par le diffuseur MRT comme représentant de la Macédoine du Nord à l'Eurovision 2020 après une sélection interne.
La chanson aurait dû être interprétée en quatrième position de l'ordre de passage de la première demi-finale, le 12 mai 2020. Cependant, le 18 mars 2020, l'annulation du Concours en raison de la pandémie de Covid-19 est annoncée.